# Harald Schultze
Harald Schultze (* 16. Dezember 1934 in Jena, + 21. März 2022 in Magdeburg) war ein deutscher evangelischer Theologe und Autor.

## Leben
Schultze studierte evangelische Theologie in Leipzig, Rostock und Jena. Von 1963 bis 1967 war er Pfarrer in Neundorf. Im Jahr 1964 promovierte er an der Universität Jena mit einer Studie über Lessings Toleranzbegriff zum Doktor der Theologie. Als Professor lehrte er Systematische und Praktische Theologie an den kirchlichen Hochschulen in Naumburg (1967 bis 1973) und in Ost-Berlin (1986 bis 1991). Von 1991 bis 1999 leitete er das Evangelische Büro in Magdeburg und war Beauftragter der Evangelischen Kirchen bei Landtag und Landesregierung Sachsen-Anhalt. Seit 1997 war er außerplanmäßiger Professor an der Theologischen Fakultät der Martin-Luther-Universität Halle. Harald Schultze war Mitglied der EKD-Kommission für Kirchliche Zeitgeschichte und lebte zuletzt in Magdeburg.

## Veröffentlichungen
- Lessings Toleranzbegriff: Eine theologische Studie (zugl. Dissertation u.d.T.: Lessings Toleranzbegriff im Zusammenhang der Toleranzdebatte in der deutschen Theologie des 18. Jahrhunderts), Vandenhoeck & Ruprecht, Göttingen 1969, ISBN 978-3-525-56223-9.
- Im Kontext verschärfter Angriffe auf die Kirche: Kurt Grünbaum und der Geldumtauschprozess 1957/58, Evangelische Verlags-Anstalt, Leipzig 2009, ISBN 978-3-374-02684-5.

als Herausgeber
- Das Signal von Zeitz – Reaktionen auf die Selbstverbrennung von Oskar Brüsewitz, Evangelische Verlagsanstalt, Leipzig 1993, ISBN 978-3-374-01427-9.
- Ihr Ende schaut an. Evangelische Märtyrer des 20. Jahrhunderts, Evangelische Verlagsanstalt, Leipzig 2006, ISBN 978-3-374-02370-7.